# George Ovey
George Ovey, nato George Overton Odell (Trenton, 13 dicembre 1870 – Hollywood, 23 dicembre 1951), è stato un attore statunitense.
Proveniente dal vaudeville, ex artista di minstrel show, fu un attore molto prolifico, caratterista e  specializzato in ruoli di supporto. Iniziò la sua carriera cinematografica negli anni dieci, all'epoca del primo cinema muto. Usò anche il nome alternativo di Charles Ovey.
Morì a Hollywood, il 23 settembre 1951 all'età di ottant'anni.

## Filmografia
- Fatty's Reckless Fling, regia di Roscoe 'Fatty' Arbuckle (1915)
- A Barber-ous Affair (1915)
- Droppington's Family Tree (1915)
- A Deal in Indians, regia di Milton J. Fahrney (1915)
- Should Waiters Marry?, regia di Tom Buckingham (1920)
- Transcontinental Limited, regia di  Nat Ross (1926)
- Il veliero trionfante (The Yankee Clipper), regia di Rupert Julian (1927)
- Broadway, regia di Pál Fejös (1929)
- Madame du Barry, regia di William Dieterle (1934)